# Direção (canção de Manu Gavassi)
"Direção" é uma canção da cantora brasileira Manu Gavassi, contida no seu primeiro EP, Vício (2015). Foi lançada como single do EP em 4 de janeiro de 2016, através da Angorá Music. O clipe foi lançado no dia do aniversário de Manu.

## Videoclipe
O videoclipe contou com a participação do ator Rafael Vitti, com quem Manu protagonizou cenas bem quentes, interpretando um casal que vive um relacionamento conturbado. As cenas foram gravadas no próprio apartamento de Gavassi.

## Desempenho
O clipe atingiu 200 mil visualizações no YouTube em apenas 12 horas. 
Após 11 dias de lançamento o clipe atingiu 1 milhão de visualização.
Atualmente o clipe possui mais de 7 milhões de visualizações no YouTube e 3 milhões de streams no Spotify.